# 3E busz (Pécs)
A pécsi 3E jelzésű autóbusz Megyer, Kertváros és a belváros kapcsolatát látja el. Csak munkanapokon reggel a belváros irányában közlekedik.

## Története
2016. szeptember 1-jétől közlekedik a 3-as busz kiegészítése céljából.

## Útvonala
| Kertváros → Főpályaudvar |
| --- |
| Kertváros – Sztárai Mihály út – Nagy Imre út – Keszüi út – Táncsics Mihály utca – Siklósi út – Árpád híd – Alsómalom utca – Alsómalom utca – Rákóczi út – Szabadság utca – Főpályaudvar |

## Megállóhelyei
| 3E (Kertváros → Főpályaudvar) |                         | |                                                                  |
| Perc (↓)                      | Megállóhely             | Megállóhelyet érintő járatok | Létesítmények                                                    |
| 0                             | Kertváros végállomás    | 3, 3E, 6, 6E, 22, 23, 23Y, 24, 55, 61, 62, 103, 121, 130, 130A · Helyközi autóbuszok | Autóbusz-állomás, FEMA                                           |
| 1                             | Csontváry utca          | 1, 3, 3E, 6, 6E, 7, 7Y, 22, 23, 23Y, 24, 55, 60, 60A, 60Y, 61, 62, 73, 73Y, 103, 107E, 109E, 121, 130, 130A, 142 | Apáczai Csere János Nevelési Központ                             |
| 3                             | Várkonyi Nándor utca    | 1, 3, 3E, 6, 6E, 8, 33, 55, 60, 60A, 60Y, 103, 121, 130, 130A · Helyközi autóbuszok |                                                                  |
| 4                             | Sarolta utca            | 1, 3, 3E, 55, 103, 130, 130A |                                                                  |
| 5                             | Nagy Imre út            | 1, 3, 3E, 55, 103, 130, 130A |                                                                  |
| 6                             | Bogár utca              | 3, 3E, 103 |                                                                  |
| 7                             | Berzsenyi utca          | 3, 3E, 103 |                                                                  |
| 9                             | Árnyas út               | 3, 3E, 22, 23, 23Y, 24, 33, 60, 60A, 60Y, 103 | Honvéd Kórház                                                    |
| 10                            | Szövetség utca          | 3, 3E, 33, 60, 60A, 60Y, 103 |                                                                  |
| 14                            | Autóbusz-állomás        | 3, 3E, 6, 6E, 7, 7Y, 8, 20, 21, 21A, 22, 23, 23Y, 24, 41, 41E, 41Y, 42, 42Y, 43, 60, 60A, 60Y, 73, 73Y, 103, 107E, 109E, 121, 130, 130A · Helyközi és távolsági autóbuszok                                                                                    | Távolsági autóbusz-állomás, Árkád, Vásárcsarnok                  |
| 17                            | Árkád                   | 2, 2A, 2E, 3, 3E, 4, 4Y, 6, 6E, 7, 7Y, 8, 13, 13E, 13Y, 14, 14Y, 15, 15A, 22, 23, 23Y, 24, 25, 26, 26A, 27, 27Y, 28, 28A, 28Y, 29, 30, 33, 38, 38Y, 39, 40, 60, 60Y, 73, 73Y, 102, 102Y, 103, 104, 104A, 104E, 104Y, 107E, 109E, 130, 130A, 140               | Árkád, Kossuth tér, Konzum áruház, Anyakönyvi Önkormányzat, APEH |
| 20                            | Zsolnay-szobor          | 2, 2A, 2E, 3, 3E, 6, 6E, 7, 7Y, 8, 13Y, 14, 14Y, 22, 23, 23Y, 24, 25, 26, 26A, 27, 27Y, 28, 28A, 28Y, 29, 30, 31, 32, 32Y, 34, 34Y, 35, 35Y, 36, 37, 38, 38Y, 39, 40, 44, 46, 47, 73, 73Y, 102, 102Y, 103, 107E, 109E, 130, 140                               | Postapalota, OTP, ÁNTSZ, Megyei Bíróság, Zsolnay-szobor          |
| 22                            | Főpályaudvar végállomás | 3, 3E, 4, 4Y, 6, 6E, 7, 7Y, 8, 13, 13E, 13Y, 14, 14Y, 15, 15A, 20, 30, 31, 32, 32Y, 33, 34, 34Y, 35, 35Y, 36, 37, 38, 38Y, 39, 40, 41, 41E, 41Y, 42, 42Y, 43, 44, 46, 47, 73, 73Y, 104, 104A, 104E, 104Y, 130, 130A, 140 · Helyközi autóbuszok · Főpályaudvar | Vasútállomás, MÁV Területi Igazgatósága, Autóbusz-állomás        |